# Bradysia brevispina
Bradysia brevispina är en tvåvingeart som beskrevs av Risto Kalevi Tuomikoski 1960. Bradysia brevispina ingår i släktet Bradysia och familjen sorgmyggor.
Artens utbredningsområde är Finland. Arten är reproducerande i Sverige. Inga underarter finns listade i Catalogue of Life.